# Bohumil Schütz
Bohumil Schütz (4. října 1903 Brno – 1. července 1993) byl český kaktusář, specialista na rod Gymnocalycium.
Publikoval o kaktusech jak odborné články (např. v časopisech Fričiana nebo Živa ), tak monografie. Známá byla zejména publikace Pěstování kaktusů, na níž se spoluautorsky podílel se Zdeňkem Fleischerem a která byla vydána v desetitisícových nákladech. Mezi další spoluautorské publikace patří Rod Astrophytum: druhy, hybridy, pěstování. Samostatně publikoval knihu Monografie rodu Gymnocalycium a autobiografii Můj život s kaktusy.
Zabýval se biologickou klasifikací a taxonomickým zařazením kaktusů rodu Gymnocalycium. V botanické databázi International Plant Names Index je uvedeno přes 60 záznamů u jmen rostlin, jejichž autorem nebo spoluautorem je Bohumil Schütz. Při popisu botanickými jmény používal označení Schütz.
V roce 1935 vyšla publikace Ing. Kurta Kreuzingera Verzeichnis amerikanischer und anderer Sukkulenten mit Revision der Systematik der Kakteen, v níž autor členil rod na základě tvaru semen. Vzniklo pět skupin, které se staly základem pro dnešní podrody, byly zdokumentovány vždy na základě tzv. typového druhu. Toto nové členění dovedl Bohumil Schütz k dokonalosti; v roce 1968 popsal morfologii semen, ze které vzešlo pět podrodů dále členěných na sekce. Schützova práce vyvrcholila v letech 1986–1988, kdy vydal Monografii rodu Gymnocalycium a Monografii rodu Gymnocalycium. (Dodatek). V tomto období došlo ještě k některým změnám, takže závěrem byla uznána existence šesti podrodů a mnoha sekcí.
Na počest Dr. Bohumila Schütze byl pojmenován časopis Schütziana – Gymnocalycium Online Journal, který vychází od roku 2010. Internetový mezinárodní časopis v několika jazykových mutacích se věnuje zejména kaktusům rodu Gymnocalycium. Je vydáván nepravidelně, zpravidla třikrát do roka, a je volně přístupný ve formátu pdf.
Na Schützovu počest byl pojmenován kaktus Gymnocalycium schuetzianum. Taxon je však zahalen tajemstvím, protože v přírodě nalezen nebyl. Vše nasvědčuje tomu, že taxon vznikl až na zahradě Friedricha Rittera v Chile křížením Gymnocalycium monvillei s některým červenokvětým kaktusem rodu Gymnocalycium. Název je spíše považován za synonymum Gymnocalycium monvillei.